# Лейпцигский позорный пенальти

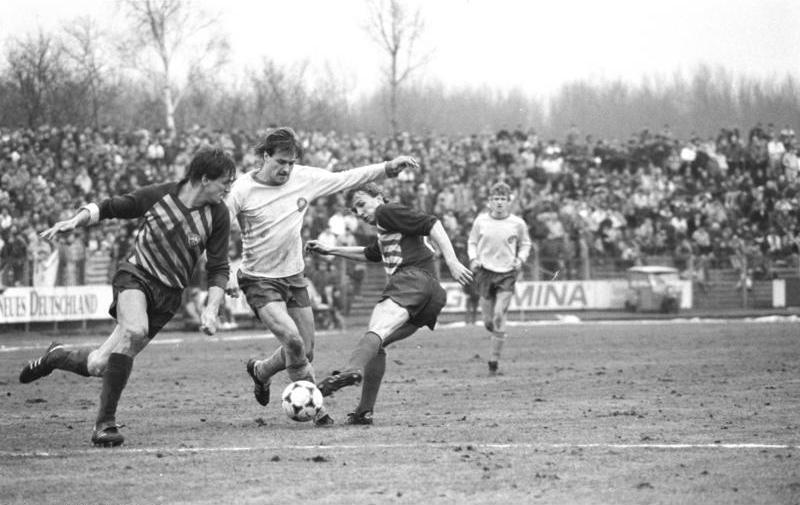
Момент из матча. Слева направо: Франк Роде, Ханс Рихтер и Хейко Брестрич

Лейпцигский позорный пенальти (нем. Schand-Elfmeter von Leipzig) — спорный пенальти, назначенный судьей Берндом Штумпфом в матче Оберлиги ГДР сезона 1985/86 между лейпцигским «Локомотивом» и берлинским «Динамо», прошедшем 22 марта 1986 года на арене «Бруно-Плахе-Штадион». Результат игры привел к первому в истории ГДР пожизненному отстранению арбитра.

## Предыстория
Встреча между «Локомотивом» и «Динамо» состоялась 22 марта 1986 года на стадионе «Бруно-Плахе-Штадион» в Лейпциге в присутствии 13 000 зрителей. В то время как действующие чемпионы из Берлина лидировали в турнирной таблице перед 18-м туром первенства, хозяева поля, занимавшие четвертое место, должны были победить, если хотели продолжить борьбу за чемпионство.

## Матч
«Локомотив» вышел вперед на 2-й минуте благодаря точному удару Олафа Маршалла и сумел сохранить преимущество до перерыва. На четвертой минуте основного времени второго тайма встречи судья Бернд Штумпф из Йены назначил пенальти в ворота «Локомотива» после столкновения между игроком «Локомотива» Хансом Рихтером и Берндом Шульцем из «Динамо», законность которого не совсем ясна на телевизионных изображениях. Франк Пастор успешно реализовал пенальти в ворота «Локомотива», матч в итоге завершился вничью со счетом 1:1. 
«Локомотив» отстал от «Динамо» на шесть очков при оставшихся восьми турах и находился на пятом месте в таблице, выбыв из борьбы за титул. Тот факт, что «Локомотив» финишировал всего на 2 очка позади «Динамо» в конце сезона, придал игре ретроспективное значение.

#### Последствия
Из-за предполагаемого договорного характера матча, перед началом игры можно было наблюдать напряженное и агрессивное настроение. После спорного решения судьи Штумпфа о пенальти были приняты беспрецедентные решения на уровне Футбольного союза ГДР.
Председатель лейпцигского «Локомотива» Петер Гисснер и высокопоставленные спортивные чиновники открыто заявили о мошенничестве и потребовали, чтобы такие важные матчи больше не проводились во время традиционной городской ярмарки, «поскольку даже иностранные гости могли заметить некоторую грязь».
Генеральный секретарь СЕПГ Эрих Хонеккер и секретарь Центрального комитета СЕПГ по безопасности, молодежи и спорту Эгон Кренц были сыты по горло «футбольным вопросом» и «вопросом БФК». Постоянные беспорядки на гостевых матчах «Динамо» по всей стране также крайне раздражали Политбюро СЕПГ.
Следовательно, Штумпф был приведен в качестве примера неудовлетворительной судейской работы. Первоначально он был дисквалифицирован на один год, однако в конце концов, он был навсегда отстранен от судейства в результате продолжающихся негативных мнений в прессе.
Санкции против Штумпфа были одобрены лично Хонеккером и Кренцем в Центральном комитете СЕПГ. Судейский комитет DFV в полном составе также был отстранен от работы и заменен новыми членами. В различных источниках матч вошел в историю как «Шанд-Эльфметер фон Лейпциг», или «Позорный пенальти Лейпцига».
Штумпф направил петицию генсеку СЕПГ Хонеккеру, попросив его пересмотреть принятые против него меры. Кренц сказал Хонеккеру, что меры против Штумпфа были «встречены широким одобрением среди населения», и попросил Хонеккера поручить ему ответить на письмо Штумпфа. Затем Кренцу разрешили ответить Штумпфу, и прошение бывшего арбитра было отклонено властями.
Штумпф позже утверждал, что заместитель генерального секретаря DFV Фолькер Никхен пообщался с ним перед матчем, проведя небольшой инструктаж. Никхен, в частности, говорил о взрывоопасности матча. Штумпф заявлял, что некоторые вещи, сказанные Никхеном во время их общения, звучали почти так, как будто «Локомотив» собирался победить. Никхен, в свою очередь, опроверг это утверждение, заявив, что он лишь попросил Штумпфа деликатно свистеть.
С помощью видео, которое было впервые опубликовано в СМИ в 2000 году, можно увидеть, что пенальти назначен правильно и что санкция в отношении судьи Штумпфа была неоправданной. На кадрах, в частности, видно, что Ханс Рихтер толкнул Бернда Шульца обеими руками в штрафной площади.